# Золотницьке (Кропивницький район)
Золотни́цьке — село в Україні, у Компаніївській селищній громаді Кропивницького району Кіровоградської області. Населення становить 11 осіб. До 2020 орган місцевого самоврядування — Нечаївська сільська рада.

## Населення
Згідно з переписом УРСР 1989 року чисельність наявного населення села становила 103 особи, з яких 48 чоловіків та 55 жінок.
За переписом населення України 2001 року в селі мешкало 11 осіб.

### Мова
Розподіл населення за рідною мовою за даними перепису 2001 року:
| Мова       | Відсоток |
| ---------- | -------- |
| українська | 90,91 %  |
| молдовська | 9,09 %   |